# 폴 윈필드
폴 에드워드 윈필드(영어: Paul Edward Winfield, 1939년 5월 22일 ~ 2004년 3월 7일)는 미국의 배우이다.

## 출연 작품
- 클리프행어
- 의혹
- 터미네이터
- 화이널 카운트